# Lires
Lires o San Esteban de Lires (llamada oficialmente Santo Estevo de Lires) es una parroquia y un lugar español del municipio de Cee, en la provincia de La Coruña, Galicia.

## Geografía
En esta parroquia se encuentra la ría de Lires. 

## Entidades de población
Entidades de población que forman parte de la parroquia:
- Canosa (A Canosa)
- Lagoa (A Lagoa)
- Lires
- Pontenova (A Ponte Nova)
- Porcar
- Ruibó
- Tedín

## Demografía

### Municipio
| Gráfica de evolución demográfica de Lires (municipio) entre 2000 y 2019 |
|                                                                         |
| Datos según el nomenclátor publicado por el INE.                        |

### Lugar
| Gráfica de evolución demográfica de Lires (lugar) entre 2000 y 2019 |
|                                                                     |
| Datos según el nomenclátor publicado por el INE.                    |